# لوکما (کارولینای شمالی)
لوکما (به انگلیسی: Lucama) شهری در ایالت کارولینای شمالی کشور ایالات متحده آمریکا است که جمعیت آن در سرشماری سال ۲۰۱۰ میلادی، ۱٬۱۰۸ نفر بوده‌است.